# 貯蔵品
貯蔵品（ちょぞうひん、stores/supplies）は、簿記の勘定科目の一つ。流動資産に区分される。

## 概要
販売目的ではなく、社内で使用するための切手（通信費）、印紙（租税公課）、消耗品費などは購入時にいったん費用として計上するが、期末までに使用されずに残ったものについては、当期の費用とはせず、資産に計上して次期に繰り越す必要がある。その際、戻入れするための資産科目である。
建設目的で購入した資材だが、他の用途に使うかもしれないものや、科目設定のはっきりしないものも貯蔵品とする。
ただし、社内で継続的に使用しているものについては、切手や印紙等を除き貯蔵品計上しなくてもよいとされている。
（法人税基本通達2-2-15）  消耗品費等
```
消耗品その他これに準ずる棚卸資産の取得に要した費用の額は、当該棚卸資産を消費した日の属する事業年度の損金の額に算入するのであるが、法人が事務用消耗品、作業用消耗品、包装材料、広告宣伝用印刷物、見本品その他これらに準ずる棚卸資産(各事業年度ごとにおおむね一定数量を取得し、かつ、経常的に消費するものに限る。)の取得に要した費用の額を継続してその取得をした日の属する事業年度の損金の額に算入している場合には、これを認める。
```

(注)　この取扱いにより損金の額に算入する金額が製品の製造等のために要する費用としての性質を有する場合には、当該金額は製造原価に算入するのであるから留意する。

## 仕訳例
（購入時）
| 借方            | 貸方        |
| --------------- | ----------- |
| 消耗品費 10,000 | 現金 10,000 |
（期末時）未使用分4,000円を戻入れ
| 借方         | 貸方           |
| ------------ | -------------- |
| 貯蔵品 4,000 | 消耗品費 4,000 |
（翌期首）振戻し
| 借方           | 貸方         |
| -------------- | ------------ |
| 消耗品費 4,000 | 貯蔵品 4,000 |